# (100563) 1997 GW26
(100563) 1997 GW26 es un asteroide perteneciente al cinturón de asteroides, descubierto el 7 de abril de 1997 por el equipo del Spacewatch desde el Observatorio Nacional de Kitt Peak, Arizona, Estados Unidos.

## Designación y nombre
Designado provisionalmente como 1997 GW26.

## Características orbitales
1997 GW26 está situado a una distancia media del Sol de 2,350 ua, pudiendo alejarse hasta 2,572 ua y acercarse hasta 2,128 ua. Su excentricidad es 0,094 y la inclinación orbital 1,215 grados. Emplea 1316,29 días en completar una órbita alrededor del Sol.

## Características físicas
La magnitud absoluta de 1997 GW26 es 16,7.